# Ceutrons
Els ceutrons (en llatí: Ceutrones o Centrones) eren un poble gal alpí que va controlar dos ports estratègics dels Alps, l'Alpis Poenina (coll del Gran Sant Bernat) i l'Alpis Graia (coll del Petit Sant Bernat).
La ciutat ceutrona va ser conquerida pels romans cap a l'any 47, sota el regnat de l'emperador Claudi, i portava el nom de Forum Claudii. La ciutat es va convertir aleshores en la capital de la província Alpes Graiae, també anomenada Ceutronia. Aquesta província romana s'estenia per la vall de Chamonix, la vall del Beaufort, la Tarentaise, des de Conflans.
La seva economia es basava en la ramaderia i l'explotació de mines de coure. Plini el Vell els situa prop dels Octodurenses (habitants d'Octodurus, avui Martigny, en realitat els Veragres. Claudi Ptolemeu els assigna les ciutats de Forum Claudii Centronum i Axima (avui Aime a la Tarentàsia) i un poble petit anomenat Ceutron.